# Saint-Joseph, Martinique
Saint-Joseph là một xã thuộc tỉnh hải ngoại Martinique nước Pháp.